# 2009. évi téli európai ifjúsági olimpiai fesztivál
A 2009. évi téli európai ifjúsági olimpiai fesztivált hivatalos nevén a IX. téli európai ifjúsági olimpiai fesztivál egy több sportot magába foglaló nemzetközi sportesemény, melyet 2009. február 15. és 20-a között rendeztek Lengyelországban, Felső-Szilézia öt településén.

## A versenyek helyszínei
- Bielsko-Biała - curling.
- Cieszyn - műkorcsolya.
- Szczyrk - síugrás, északi összetett, hódeszka és alpesisí.
- Tychy - jégkorong.
- Wisla - biatlon, sífutás és északi összetett.

## Részt vevő nemzetek
Az alábbi 45 nemzet képviseltette magát a sporteseményen:
- Albánia
- Andorra
- Ausztria
- Belgium
- Bosznia-Hercegovina
- Bulgária
- Ciprus
- Csehország
- Dánia
- Észtország
- Fehéroroszország
- Finnország
- Franciaország
- Görögország
- Grúzia
- Hollandia
- Horvátország
- Izland
- Izrael
- Írország
- Lengyelország
- Lettország
- Liechtenstein
- Litvánia
- Észak-Macedónia
- Magyarország
- Málta
- Moldova
- Monaco
- Montenegró
- Egyesült Királyság
- Németország
- Norvégia
- Olaszország
- Oroszország
- Örményország
- Románia
- Spanyolország
- Svájc
- Svédország
- Szerbia
- Szlovákia
- Szlovénia
- Törökország
- Ukrajna

Azerbajdzsán, Luxemburg, Portugália és San Marino nem vett részt a fesztiválon.

## Versenyszámok
| Versenyszámok a 2009. évi téli európai ifjúsági olimpiai fesztiválon |       |     |        |          |
| Sportág, szakág                                                      | férfi | női | vegyes | összesen |
| Alpesisí                                                             | 2     | 2   |        | 4        |
| Curling                                                              | 1     | 1   |        | 2        |
| Biatlon                                                              | 2     | 2   | 1      | 5        |
| Északi összetett                                                     | 3     |     |        | 3        |
| Hódeszka                                                             | 2     | 2   |        | 4        |
| Jégkorong                                                            | 1     |     |        | 1        |
| Műkorcsolya                                                          | 1     | 1   | 1      | 3        |
| Sífutás                                                              | 3     | 3   | 1      | 7        |
| Síugrás                                                              | 2     |     |        | 2        |
|                                                                      |       |     |        |          |
| Összesen                                                             | 17    | 11  | 3      | 31       |

## Menetrend
A 2009. évi téli európai ifjúsági olimpiai fesztivál menetrendje:
| ● | Nyitóünnepség | ● | Versenynapok | ● | Döntők | ● | Záróünnepség |

| Február             | Február             | 15 | 16 | 17 | 18 | 19 | 20 | Versenyszámok |
| ------------------- | ------------------- | -- | -- | -- | -- | -- | -- | ------------- |
| Ünnepségek          | Ünnepségek          | ●  |    |    |    |    | ●  |               |
| Alpesisí            | Alpesisí            |    | 1  | 1  |    |    | 2  | 4             |
| Biatlon             | Biatlon             |    |    | 2  | 2  |    | 1  | 5             |
| Curling             | Curling             |    | ●  | ●  | ●  | ●  | 2  | 2             |
| Északi összetett    | Északi összetett    |    | 1  |    | 1  |    | 1  | 3             |
| Hódeszka            | Hódeszka            |    |    |    | 2  |    | 2  | 4             |
| Jégkorong           | Jégkorong           |    | ●  | ●  | ●  | ●  | 1  | 1             |
| Műkorcsolya         | Műkorcsolya         |    | ●  | 2  | 1  |    |    | 3             |
| Sífutás             | Sífutás             |    |    | 2  | 2  | 2  | 1  | 7             |
| Síugrás             | Síugrás             |    |    | 1  |    | 1  |    | 2             |
| Összes aznapi döntő | Összes aznapi döntő |    | 2  | 8  | 8  | 3  | 10 | 31            |

## Éremtáblázat
| A 2009. évi téli európai ifjúsági olimpiai fesztivál éremtáblázata | A 2009. évi téli európai ifjúsági olimpiai fesztivál éremtáblázata | A 2009. évi téli európai ifjúsági olimpiai fesztivál éremtáblázata | A 2009. évi téli európai ifjúsági olimpiai fesztivál éremtáblázata | A 2009. évi téli európai ifjúsági olimpiai fesztivál éremtáblázata | Olimpia  |
| ------------------------------------------------------------------ | ------------------------------------------------------------------ | ------------------------------------------------------------------ | ------------------------------------------------------------------ | ------------------------------------------------------------------ | -------- |
|                                                                    | Ország                                                             | Arany                                                              | Ezüst                                                              | Bronz                                                              | Összesen |
| 1.                                                                 | Oroszország                                                        | 5                                                                  | 2                                                                  | 4                                                                  | 11       |
| 2.                                                                 | Németország                                                        | 4                                                                  | 7                                                                  | 4                                                                  | 15       |
| 3.                                                                 | Ausztria                                                           | 4                                                                  | 4                                                                  | 1                                                                  | 9        |
| 4.                                                                 | Finnország                                                         | 4                                                                  | 0                                                                  | 2                                                                  | 6        |
| 5.                                                                 | Norvégia                                                           | 3                                                                  | 4                                                                  | 6                                                                  | 13       |
| 6.                                                                 | Svájc                                                              | 3                                                                  | 3                                                                  | 5                                                                  | 11       |
| 7.                                                                 | Svédország                                                         | 2                                                                  | 3                                                                  | 1                                                                  | 6        |
| 8.                                                                 | Szlovénia                                                          | 2                                                                  | 0                                                                  | 2                                                                  | 4        |
| 9.                                                                 | Lengyelország                                                      | 1                                                                  | 2                                                                  | 1                                                                  | 4        |
| 10.                                                                | Franciaország                                                      | 1                                                                  | 1                                                                  | 2                                                                  | 4        |
| 11.                                                                | Egyesült Királyság                                                 | 1                                                                  | 1                                                                  | 0                                                                  | 2        |
| 12.                                                                | Észtország                                                         | 1                                                                  | 0                                                                  | 0                                                                  | 1        |
| 13.                                                                | Ukrajna                                                            | 0                                                                  | 2                                                                  | 0                                                                  | 2        |
| 14.                                                                | Csehország                                                         | 0                                                                  | 1                                                                  | 1                                                                  | 2        |
| 15.                                                                | Bulgária                                                           | 0                                                                  | 1                                                                  | 0                                                                  | 1        |
| 16.                                                                | Dánia                                                              | 0                                                                  | 0                                                                  | 1                                                                  | 1        |
|                                                                    | Lettország                                                         | 0                                                                  | 0                                                                  | 1                                                                  | 1        |
|                                                                    |                                                                    |                                                                    |                                                                    |                                                                    |          |
| Összesen                                                           | Összesen                                                           | 31                                                                 | 31                                                                 | 31                                                                 | 93       |